# Сульфат свинца(IV)
Сульфат свинца(IV) — неорганическое соединение, соль металла свинца и серной кислоты с формулой Pb(SO4)2, бесцветные или желтоватые кристаллы, гидролизуется водой.

## Получение
- Длительное нагревание фторида свинца(IV) в серной кислоте:

{\displaystyle {\mathsf {PbF_{4}+2H_{2}SO_{4}\ {\xrightarrow {100^{o}C}}\ Pb(SO_{4})_{2}+4HF}}}
- Действие серной кислоты на ацетат свинца(IV):

{\displaystyle {\mathsf {Pb(CH_{3}COO)_{4}+2H_{2}SO_{4}\ {\xrightarrow {}}\ Pb(SO_{4})_{2}+4CH_{3}COOH}}}
- Электролиз серной 80%-ной H2SO4  кислоты со свинцовыми электродами с высокой плотностью тока.

## Физические свойства
Сульфат свинца(IV) образует бесцветные или желтоватые кристаллы, трудно растворимые в серной кислоте, растворяется в соляной и уксусной кислотах.
Гидролизуется водой.

## Химические свойства
- Гидролизуется водой:

{\displaystyle {\mathsf {Pb(SO_{4})_{2}+2H_{2}O\ {\xrightarrow {}}\ Pb(OH)_{2}SO_{4}+H_{2}SO_{4}}}}
- С сульфатами щелочных металлов образует комплексные соли:

{\displaystyle {\mathsf {Pb(SO_{4})_{2}+Na_{2}SO_{4}\ \xrightarrow {} \ Na_{2}[Pb(SO_{4})_{3}]}}}
- Является сильным окислителем.